# Operación Labrador
La Operación Labrador fue una Operación de bandera falsa llevada a cabo por el Servicio de Contrainteligencia de la Fuerza Aérea Yugoslava (KOS) en la capital croata, Zagreb, durante las primeras etapas de la Guerra de Independencia de Croacia. Fue concebida como una serie de ataques terroristas con el fin de crear una imagen de Croacia como un estado pro-fascista. El 19 de agosto de 1991 se produjeron dos atentados con bomba, uno en el Centro de la Comunidad Judía y otro cerca de las tumbas judías del cementerio de Mirogoj; no hubo víctimas. Otros ataques se dirigieron contra la red nacional de ferrocarriles y tuvieron por objeto implicar al Presidente croata. La Operación Labrador se complementó con la Operación Ópera, una campaña de propaganda ideada por el KOS para alimentar la desinformación de los medios de comunicación.
Otras actividades de la Operación Labrador se abandonaron en septiembre, después de que las autoridades croatas capturasen el cuartel general regional de la Fuerza Aérea Yugoslava en Zagreb y confiscasen documentos relacionados con la operación. Las autoridades tardaron casi un mes en analizar los documentos capturados, lo que dio tiempo a que los principales agentes involucrados en los atentados huyesen. Otros quince fueron arrestados en relación con el ataque, pero posteriormente fueron liberados en un intercambio de prisioneros. Cinco agentes del KOS involucrados en la Operación Labrador fueron juzgados en la República Federal de Yugoslavia por cargos de terrorismo y fueron absueltos. Las autoridades croatas capturaron a dos agentes del KOS que formaban parte de la operación y los juzgaron junto con otros siete agentes que fueron juzgados in absentia. Los detenidos fueron absueltos, mientras que los juzgados en ausencia fueron condenados.
La existencia de la Operación Labrador se confirmó además mediante el testimonio de un exagente del Servicio de Aduanas y Control de Aduanas, el comandante Mustafa Čandić, durante el juicio de Slobodan Milošević en el Tribunal Penal Internacional para la ex Yugoslavia en 2002.

## Antecedentes
En agosto de 1990 se produjo una insurrección en Croacia centrada en las zonas predominantemente serbias del interior de Dalmacia cerca de Knin, las regiones de Lika, Kordun y Banovina, y el este de Croacia. Esas zonas se denominaron posteriormente SAO Krajina (Región Autónoma Serbia) y, después de que los dirigentes locales anunciaran su intención de integrar la SAO Krajina con Serbia, el Gobierno de Croacia declaró el movimiento de secesión de la SAO Krajina una rebelión. Para marzo de 1991, el conflicto se había intensificado hasta llegar a la Guerra de Independencia de Croacia. En junio de 1991, Croacia declaró su independencia al desintegrarse Yugoslavia. Siguió una moratoria de tres meses, después de la cual la declaración entró en vigor el 8 de octubre de 1991. La SAO Krajina, rebautizada República de la Krajina Serbia (RSK) el 19 de diciembre de 1991, respondió con una campaña de limpieza étnica contra los civiles croatas.
Con el Ejército Popular Yugoslavo (JNA) prestando apoyo a los líderes de SAO Krajina y la policía croata incapaz de hacer frente a la situación, en mayo de 1991 se formó la Guardia Nacional Croata (ZNG). El desarrollo del ejército de Croacia se vio obstaculizado por un embargo de armas impuesto por las Naciones Unidas en septiembre, mientras que el conflicto militar en Croacia siguió intensificándose. La JNA mantuvo fuerzas sustanciales en la capital croata, Zagreb, durante todo 1991.

## Bombardeos

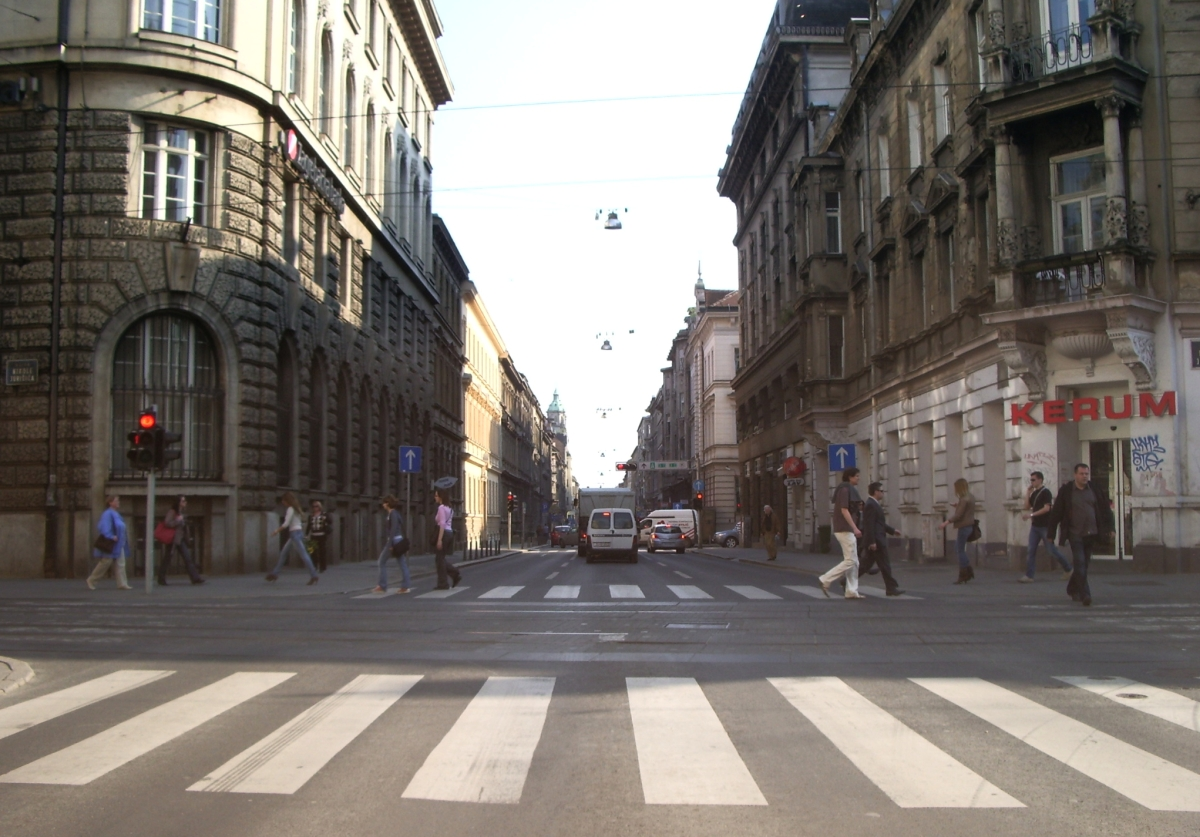
Calle Palmotićeva en Zagreb

En agosto de 1991, el Servicio de Contrainteligencia de la Fuerza Aérea Yugoslava (KOS) ejecutó una serie de actividades, denominadas Operación Labrador, destinadas a desacreditar al nuevo gobierno croata. La Operación Labrador se planeó para incluir varios ataques terroristas que irían de la mano de las actividades de la Operación Ópera, una campaña de propaganda concebida para alimentar la desinformación de los medios de comunicación. Las dos operaciones tenían por objeto presentar a Croacia como un Estado pro-fascista. Un nombre alternativo para la Operación Opera era Operación Opera-Orijentalis, u Operación Opera Orientalis.
La Operación Labrador fue dirigida por el Coronel General Slobodan Rakočević, jefe de la rama de la Fuerza Aérea Yugoslava del KOS, con base en Zemun. En Zagreb, el control operativo de Labrador estaba asignado al Teniente Coronel Ivan Sabolović, y al Mayor Čedo Knežević. Al Teniente Coronel Radenko Radojčić se le encomendó el almacenamiento de una cantidad considerable de explosivos en Zagreb y sus alrededores y la posterior colocación de dispositivos explosivos en los lugares designados. Los explosivos y otras municiones se almacenaron en varios lugares.
El 19 de agosto, el Centro de la Comunidad Judía en la calle Palmotićeva en Zagreb, y las tumbas judías del cementerio de Mirogoj, fueron bombardeadas como parte de la Operación Labrador. Las explosiones causaron daños materiales, pero no hubo víctimas. No hubo reivindicaciones públicas de responsabilidad por el ataque. Además de las dos explosiones en Zagreb, se cree que los agentes asignados a la Operación Labrador también fueron responsables del bombardeo del ferrocarril Zagreb-Belgrado cerca de Vinkovci y de una línea de ferrocarril entre Glina y Vojnić. Los ataques al ferrocarril también se han atribuido a la Operación Ópera.

## Consecuencias
Inmediatamente después de los atentados en Zagreb, Josip Manolić, que acababa de ser nombrado jefe del servicio de inteligencia croata, afirmó que los responsables eran extremistas de derecha croata. La Operación Labrador fue abandonada después de que el ZNG y la policía croata capturaron el cuartel general de la Fuerza Aérea Yugoslava en Zagreb el 15 de septiembre de 1991, durante la Batalla de los Cuarteles. Los materiales capturados dentro de la instalación incluían códigos y discos de computadora relacionados con la Operación Labrador, así como las notas de Sabolović. Sabolović entregó los materiales a su superior inmediato en el cuartel general, Mirko Martić, pero Martić no los destruyó. En respuesta, Sabolović huyó de Zagreb. La policía croata tardó casi un mes en analizar correctamente los materiales capturados y descubrir la Operación Labrador. Sabolović afirmó más tarde que sólo una parte de la red de la Operación Labrador fue desmantelada, pero esa información fue contradicha por el Mayor de KOS Mustafa Čandić que estaba en la sede de KOS en Zemun.
En el otoño de 1991, los servicios de inteligencia croatas pusieron en marcha la Operación Janissary (Operacija Janjičar) con el fin de desmantelar la red del KOS que quedaba en Croacia. La operación fue una operación conjunta de todos los servicios de inteligencia croatas. Fue autorizada por Ivan Vekić y Gojko Šušak,, entonces ministros del interior y de defensa, y dirigida inicialmente por Josip Perković. A finales de 1991 se detuvo a 15 sospechosos, que posteriormente fueron intercambiados por Anton Kika, que fue capturado por la JNA mientras pasaba de contrabando un avión cargado de armas a Croacia. La operación también produjo una lista de presuntos operativos del Servicio de Aduanas de Croacia que contenía 1.789 nombres y seudónimos.
Rakočević, Sabolović, Radojčić y otros dos exagentes del KOS fueron juzgados en Belgrado en 1993. Los cinco fueron acusados de instigación al terrorismo y otros delitos, pero todos fueron absueltos. Radojčić fue arrestado de nuevo en Zagreb a finales de 1993. El segundo juicio de Radojčić y otros ocho sospechosos acusados en relación con las operaciones Labrador y Ópera, celebrado en Zagreb, terminó con la absolución de Radojčić y Ratomir Madrigada, que estaban bajo custodia, y las condenas de los otros acusados, que fueron juzgados in absentia.
Testificando en el juicio de Slobodan Milošević en el Tribunal Penal Internacional para la ex Yugoslavia en 2002, Čandić declaró que todos los agentes de la Operación Labrador salieron de Zagreb y se llevaron los documentos restantes. También dijo que el KOS tenía una amplia red de informantes dentro de los servicios de inteligencia croatas y la Unión Democrática Croata en 1991. Čandić también testificó que el bombardeo del ferrocarril cerca de Vinkovci tenía como objetivo implicar al presidente croata Franjo Tuđman.
Los daños causados por la bomba en el Centro Comunitario Judío se repararon entre febrero y septiembre de 1992, con fondos del gobierno.